# 장크트마르그레텐
장크트마르그레텐(독일어: St. Margrethen)은 스위스 장크트갈렌주 라인탈에 있는 자치체이다.

## 지리
장크트마르그레텐의 면적은 2006년 기준으로 6.9k㎡이다. 이 면적 중 28.3%가 농업용으로 사용되고, 31.5%가 산림이다. 나머지 토지 중 34.8%는 정착지(건물 또는 도로)이고, 나머지(5.4%)는 비생산적(강 또는 호수)이다.
장크트마르그레텐은 오스트리아와 독일과 가깝고 오스트리아와의 국경 도시 역할을 한다. 현재 일반 도로만 장크트마르그레텐과 오스트리아를 연결한다. 그 결과 마을은 세관 앞에서 교통체증으로 막힐 때가 있다. 취리히와 뮌헨으로 연결되는 고속도로 연결은 오랫동안 계획되어 왔다. A1 고속도로가 A13 고속도로가 되는 곳이기도 하다.

## 인구통계
2020년 12월 31일 기준, 장크트마르그레텐의 인구는 5,889명이다. 2007년 기준으로 전체 인구의 약 43.2%가 외국인이다. 2000년 기준 외국인 인구는 독일 83명, 이탈리아 280명, 유고슬라비아 1,028명, 오스트리아 235명, 튀르키예 170명, 다른 나라 197명이다. 지난 10년 동안 인구는 0.5%의 비율로 증가했다. 2000년 기준, 인구 대부분은 독일어(81.2%)를 사용하며, 세르보-크로아티아어가 두 번째로 많이 사용(5.7%)하고, 알바니아어가 세 번째(4.0%)로 사용된다.  2000년 기준, 스위스 공용어 중 4,289명이 독일어를 사용한다. 12명이 프랑스어를 하고, 175명이 이탈리아어를 하고, 12명이 로만슈어를 할 수 있다.
2000년 현재 장크트마르그레텐의 연령 분포는 다음과 같다. 612명 또는 인구의 11.6%가 0세에서 9세 사이이고, 724명 또는 13.7%가 10세에서 19세 사이이다. 성인 인구 중 661명 또는 인구의 12.5%가 20세에서 29세 사이이다. 822명(15.6%)은 30~39세, 737명(13.9%)은 40~49세, 660명(12.5%)은 50~59세이다. 고령자 분포는 486명(인구의 9.2%)이 60세 이상이다. 69세는 70~79세가 357명(6.8%), 80~89세가 190명(3.6%), 90~99세가 36명(0.7%)이다.
2000년에는 754명(인구의 14.3%)이 개인 주택에 혼자 살고 있었다. 자녀가 없는 부부(기혼 또는 약혼)의 1,141명(또는 21.6%)과 자녀가 있는 부부의 2,872명(또는 54.3%)이 있었다. 한부모 가정에 거주하는 사람은 326명(6.2%)이었고, 한부모 또는 양부모와 함께 거주하는 성인 자녀가 32명, 친척으로 구성된 가구에 거주하는 사람이 14명, 혈연이 아닌 사람, 109명이 시설에 수용되었거나 다른 유형의 공동 주택에 거주하고 있다.
2007년 연방 선거에서 가장 인기 있는 정당은 44.9%의 득표율을 기록한 SVP였다. 다음으로 가장 인기 있는 세 정당은 CVP (16.7%), FDP (15.4%), SP (13.9%)였다.
장크트마르그레텐에서는 인구의 약 58.5% (25-64세 사이)가 비필수 고등교육 또는 추가 고등교육(대학 또는 응용학문대학)을 완료했다. 2000년 기준, 장크트마르그레텐의 총인구 중 1,336명(인구의 25.3%)이 초등교육을 이수하고, 1,822명(34.5%)이 중등교육을 이수하고, 354명(6.7%)이 중등교육을 이수하였다. 고등학교에 다녔으며, 311명(5.9%)은 학교에 다니지 않았다. 나머지는 이 질문에 대답하지 않았다.

## 경제
2007년 현재 장크트마르그레텐의 실업률은 2.79%이다. 2005년 기준으로 1차 경제 부문에 71명이 고용되어 있고, 이 부문에 약 17개 기업이 관여하고 있다. 1,165명이 2차 부문에 고용되어 있고, 이 부문에 66개의 기업이 있다. 2,066명이 3차 부문에 고용되어 있으며, 이 부문에는 273개의 기업이 있다. 2009년 10월 기준 평균 실업률은 6.3%였다. 지자체에는 352개의 기업이 있었는데, 그중 73개는 경제의 2차 부문에 참여했고, 263개는 3차 부문에 참여했다. 2000년 현재 1,365명의 주민이 지자체에서 일했고, 1,346명의 주민이 장크트마르그레텐 밖에서 일했으며, 2,161명이 일을 위해 지자체로 통근했다.

## 종교
2000년 인구 조사에 따르면 2,138명(40.5%)이 로마 가톨릭 신자이고, 1,406명(26.6%)이 스위스 개혁 교회에 속해 있다. 나머지 인구 중 크리스찬 가톨릭 교회 신자는 4명(인구의 약 0.08%) 이고, 정교회는 190명(약 3.60%)이며, 다른 기독교 교회에 속한 74명의 개인(약 1.40%)이다. 1명의 유대인이 있고 881명(약 16.67%)이 이슬람교이다. 다른 교회에 속해 있는 개인은 75명(약 1.42%)(인구 조사에 등재되지 않음), 교회에 속하지 않은 332명(약 6.28%)이 있었다. 불가지론자 또는 무신론자이며, 184명(약 3.48%)은 질문에 대답하지 않았다.

## 국가중요문화재
성 마르가레타 구 교회는 국가적으로 중요한 스위스 문화 유산으로 등재되어 있다. 또한 라인강을 따라 있는 지역에 있는 여러 성인 슬로스 란트샤프트 로르샤흐/알터 라인이 스위스 유산 목록의 일부로 지정되었다. 슬로스 란트샤프트는 베르크, 골다흐, 뫼르시빌, 라이넥, 로르샤허베르크, 장크트마르그레텐, 슈타이나흐, 탈 및 튀바흐 사이에서 공유된다.

## 교통
장크트마르그레텐은 이미 로마인들이 사용했던 슈플뤼겐 고개의 남북 교통로에 위치해 있다. 1858년에는 자르간스와 란트콰르트를 경유하여 쿠어까지 연결되는 라인 계곡 노선이 개통되었으며, 1872년에 개통된 오스트리아까지의 장크트마르그레텐-라이터라흐 철도 노선은 장크트마르그레텐에 국제 철도 연결을 제공했다. 동부 스위스가 원했던 슈플뤼겐 철도 터널은 수도 베른의 약속에도 불구하고 해결되지 않았다. 고트하르트 터널과 고트하르트 철도 개통으로 1882년에 장크트마르그레텐을 통한 교통로는 덜 중요해졌다.
1967년 산베르나르디노 도로 터널이 개통되고, 1980년 고트하르트 도로 터널이 개통되면서 라인 계곡은 다시 한 번 중요한 남북 경로가 되었으며, 장크트마르그레텐은 교통의 중요한 국경 지점이 되었다. 취리히 - 뮌헨 및 뮌헨- 밀라노에서 브레겐츠(오스트리아)까지 자주 가는 두 노선의 고속도로 네트워크에 간격이 있기 때문에 장크트마르그레텐 세관은 종종 과부하가 걸리고 교통 체증이 자주 발생한다.
루트 확장으로 인해 거의 두 달 동안 폐쇄된 후, 장크트마르그레텐에서 루슈테나우를 거쳐 라이터라흐까지의 ÖBB 루트가 2013년 3월 23일에 다시 운영되었다. 이러한 맥락에서 브루커호른 지역에 2개의 묶인 아치 교량이 건설되었다. 라인 위의 ÖBB 라인 다리 루슈테나우와 A 13으로 바뀌기 직전 A1 위에 하나가 건설되었다. 장크트마르그레텐-브레겐츠 구간은 뮌헨-취리히 HGV 노선의 일부이다.
장크트마르그레텐역은 스위스 연방 철도, 오스트리아 연방 철도 및 독일 철도의 지역 기차, 인터레기오 익스프레스 및 유로시티 익스프레스 연결을 위한 정류장이다. 장크트갈렌-알텐라인 공항은 10km 떨어져 있으며 비엔나-슈베하트 행 정기 항공편을 매일 여러 편 운행한다. 취리히 공항 (클로텐)은 110km, 뮌헨 공항은 225km 떨어져 있다. 장크트마르그레텐은 동부 "스위스로 가는 관문"으로도 알려져 있다.

## 같이 보기
- 장크트마르그레텐역